# Raionul Kroleveț, Sumî
Kroleveț (în ucraineană Кролевецький район, transliterat: Krolevețkîi raion) este un raion în regiunea Sumî, Ucraina. Reședința sa este orașul Kroleveț.

## Demografie
Componența lingvistică a raionului Kroleveț
     Ucraineană (95,77%)
     Rusă (3,81%)
     Alte limbi (0,08%)
Conform recensământului din 2001, majoritatea populației raionului Kroleveț era vorbitoare de ucraineană (95,77%), existând în minoritate și vorbitori de rusă (3,81%).